# Etofenamate
Etofenamate là thuốc chống viêm không steroid (NSAID) được sử dụng để điều trị đau khớp và đau cơ. Nó có sẵn cho các ứng dụng chuyên đề dưới dạng kem, gel hoặc dạng xịt.
Etofenamate độc hại nặng nếu nuốt phải; nó cũng rất độc đối với đời sống thủy sinh, với tác dụng lâu dài.